# 1907 год
1907 (ты́сяча девятьсо́т седьмо́й) год  по григорианскому календарю — невисокосный год, начинающийся во вторник. Это 1907 год нашей эры, 7‑й год 1‑го десятилетия XX века 2‑го тысячелетия, 8‑й год 1900‑х годов. Он закончился 118 лет назад.
| Пн | Вт | Ср | Чт | Пт | Сб | Вс |
|    | 1  | 2  | 3  | 4  | 5  | 6  |
| 7  | 8  | 9  | 10 | 11 | 12 | 13 |
| 14 | 15 | 16 | 17 | 18 | 19 | 20 |
| 21 | 22 | 23 | 24 | 25 | 26 | 27 |
| 28 | 29 | 30 | 31 |    |    |    |

| Пн | Вт | Ср | Чт | Пт | Сб | Вс |
|    |    |    |    | 1  | 2  | 3  |
| 4  | 5  | 6  | 7  | 8  | 9  | 10 |
| 11 | 12 | 13 | 14 | 15 | 16 | 17 |
| 18 | 19 | 20 | 21 | 22 | 23 | 24 |
| 25 | 26 | 27 | 28 |    |    |    |

| Пн | Вт | Ср | Чт | Пт | Сб | Вс |
|    |    |    |    | 1  | 2  | 3  |
| 4  | 5  | 6  | 7  | 8  | 9  | 10 |
| 11 | 12 | 13 | 14 | 15 | 16 | 17 |
| 18 | 19 | 20 | 21 | 22 | 23 | 24 |
| 25 | 26 | 27 | 28 | 29 | 30 | 31 |

| Пн | Вт | Ср | Чт | Пт | Сб | Вс |
| 1  | 2  | 3  | 4  | 5  | 6  | 7  |
| 8  | 9  | 10 | 11 | 12 | 13 | 14 |
| 15 | 16 | 17 | 18 | 19 | 20 | 21 |
| 22 | 23 | 24 | 25 | 26 | 27 | 28 |
| 29 | 30 |    |    |    |    |    |

| Пн | Вт | Ср | Чт | Пт | Сб | Вс |
|    |    | 1  | 2  | 3  | 4  | 5  |
| 6  | 7  | 8  | 9  | 10 | 11 | 12 |
| 13 | 14 | 15 | 16 | 17 | 18 | 19 |
| 20 | 21 | 22 | 23 | 24 | 25 | 26 |
| 27 | 28 | 29 | 30 | 31 |    |    |

| Пн | Вт | Ср | Чт | Пт | Сб | Вс |
|    |    |    |    |    | 1  | 2  |
| 3  | 4  | 5  | 6  | 7  | 8  | 9  |
| 10 | 11 | 12 | 13 | 14 | 15 | 16 |
| 17 | 18 | 19 | 20 | 21 | 22 | 23 |
| 24 | 25 | 26 | 27 | 28 | 29 | 30 |

| Пн | Вт | Ср | Чт | Пт | Сб | Вс |
| 1  | 2  | 3  | 4  | 5  | 6  | 7  |
| 8  | 9  | 10 | 11 | 12 | 13 | 14 |
| 15 | 16 | 17 | 18 | 19 | 20 | 21 |
| 22 | 23 | 24 | 25 | 26 | 27 | 28 |
| 29 | 30 | 31 |    |    |    |    |

| Пн | Вт | Ср | Чт | Пт | Сб | Вс |
|    |    |    | 1  | 2  | 3  | 4  |
| 5  | 6  | 7  | 8  | 9  | 10 | 11 |
| 12 | 13 | 14 | 15 | 16 | 17 | 18 |
| 19 | 20 | 21 | 22 | 23 | 24 | 25 |
| 26 | 27 | 28 | 29 | 30 | 31 |    |

| Пн | Вт | Ср | Чт | Пт | Сб | Вс |
|    |    |    |    |    |    | 1  |
| 2  | 3  | 4  | 5  | 6  | 7  | 8  |
| 9  | 10 | 11 | 12 | 13 | 14 | 15 |
| 16 | 17 | 18 | 19 | 20 | 21 | 22 |
| 23 | 24 | 25 | 26 | 27 | 28 | 29 |
| 30 |    |    |    |    |    |    |

| Пн | Вт | Ср | Чт | Пт | Сб | Вс |
|    | 1  | 2  | 3  | 4  | 5  | 6  |
| 7  | 8  | 9  | 10 | 11 | 12 | 13 |
| 14 | 15 | 16 | 17 | 18 | 19 | 20 |
| 21 | 22 | 23 | 24 | 25 | 26 | 27 |
| 28 | 29 | 30 | 31 |    |    |    |

| Пн | Вт | Ср | Чт | Пт | Сб | Вс |
|    |    |    |    | 1  | 2  | 3  |
| 4  | 5  | 6  | 7  | 8  | 9  | 10 |
| 11 | 12 | 13 | 14 | 15 | 16 | 17 |
| 18 | 19 | 20 | 21 | 22 | 23 | 24 |
| 25 | 26 | 27 | 28 | 29 | 30 |    |

| Пн | Вт | Ср | Чт | Пт | Сб | Вс |
|    |    |    |    |    |    | 1  |
| 2  | 3  | 4  | 5  | 6  | 7  | 8  |
| 9  | 10 | 11 | 12 | 13 | 14 | 15 |
| 16 | 17 | 18 | 19 | 20 | 21 | 22 |
| 23 | 24 | 25 | 26 | 27 | 28 | 29 |
| 30 | 31 |    |    |    |    |    |

## События

### Январь
- 9 января — в Вильнюсе открылась первая литовская художественная выставка.
- 26 января — в Австро-Венгрии введено всеобщее избирательное право для мужчин, достигших возраста 24 лет[1].

### Февраль
- 19 февраля — образование «Коммерческого института московского общества распространения коммерческого образования» в Москве (ныне Российский экономический университет имени Г. В. Плеханова).
- 21 февраля — одно из крупнейших кораблекрушений XX века: во время шторма потерпел крушение пароход «Берлин»[нем.]; погибло 129 человек[2][3].
- 24 февраля — военный переворот в Гондурасе. Президент Мануэль Бонилья свергнут и эмигрировал в Британский Гондурас, к власти пришла военно-гражданская хунта[4][5].

### Март
- 1 марта — Никарагуа объявила войну Гондурасу[6].
- 5 марта — политическая стачка в Баку[7].
- 6 марта — выступление П. А. Столыпина в Госдуме с программой правительства (известное как «Не запугаете!»).
- 12 марта — гарнизон Бухареста пулемётным и артиллерийским огнём отразил попытку 4 тыс. восставших крестьян ворваться в город. Так было окончательно подавлено Крестьянское восстание в Румынии 1907 года.
- 16 марта — Первые в мире женщины-парламентарии были избраны в Сейм Великого княжества Финляндского.
- 17 марта — никарагуанская армия начала наступление на территорию Гондураса[6].
- 22 марта — в России начинается забастовка моряков Каспийского торгового флота. Закончилась 8 мая[7].
- 23 марта — армия Никарагуа одержала победу в многодневной битве у Намасигуе и оккупировала большую часть территории Гондураса[6].
- 27 марта — никарагуанская армия вступила в столицу Гондураса Тегусигальпу[6].

### Апрель
- 18 апреля — на пост президента Гондураса вступил представитель консервативной Национальной партии Мигель Давила Куэльяр[исп.][4].

### Май
- 13 мая — открылся V съезд РСДРП, проходивший в Лондоне по 1 июня и получивший название Лондонского Съезда. Среди делегатов — Ленин, Сталин, Троцкий.
- 14 мая — первомайская политическая стачка и демонстрация на нефтепромыслах Баку[7].
- 16 мая — Испания, Великобритания и Франция подписали соглашение о поддержании статус-кво в Гибралтарском проливе[8].

### Июнь
- 16 июня — роспуск Второй Госдумы (третьеиюньский переворот). Фактически завершение первой революции в Российской империи.
- 26 июня — началась экспедиция Арсеньева 1907 года — вторая Сихотэ-Алиньская экспедиция В. К. Арсеньева.

### Июль
- 20 июля — Корейский король (ван) Коджон, под давлением премьер-министра Ли Ванёна, поддерживаемого Японией, был вынужден отречься от престола, и на трон взошёл его сын Сунджон, ставший последним в истории королём Кореи.

### Август
- 17—24 августа — Штутгартский конгресс II Интернационала.
- 31 августа — подписана Англо-русская конвенция, разграничивавшая сферы влияния Российской империи и Британской империи в Азии, положившая конец «Большой игре» в Азии и завершившая складывание тройственной Антанты.

### Сентябрь
- 9 сентября — В Петербурге создано Императорское Русское военно-историческое общество.

### Октябрь
- 8 октября — в Австро-Венгрии правительства Австрии и Венгрии достигли соглашения по вопросам торговли и таможенных тарифов[1].
- 16 октября — подписан секретный Петербургский протокол между Российской империей и Германией.
- 17 октября — во Владивостоке на трёх миноносцах подняты красные флаги. Миноносец «Скорый» открыл огонь по городу. Восстание подавлено[9].

### Ноябрь
- 1 ноября — начала свою работу Третья Госдума.

### Декабрь
- 5 декабря — всеобщая политическая забастовка в Баку[7].
- 17 декабря — на престол Бутана взошёл Угьен Вангчук — Первый Король, установивший новую династию, правящую по сей день[10].
- 20 декабря — в Вашингтоне (США) Гватемала, Гондурас, Коста-Рика, Никарагуа и Сальвадор подписали Договор о мире и дружбе в Центральной Америке[6].
- 24 декабря — во Франции, в подвале здания Парижской Оперы, произошла торжественная церемония закладки т. н. «капсул времени» — герметичных сосудов с 24 граммофонными пластинками с аудиозаписью голосов знаменитых певцов и музыкантов того времени — Ф. Таманьо, Э. Карузо, А. Патти, Ф. Шаляпина и других. «Капсулы» было предписано вскрыть потомкам через 100 лет, что и было сделано в 2007 году[11].

### Без точных дат
- На 2-й мирной конференции в Гааге подписаны международные конвенции о законах и обычаях войны.
- В Китае генерала Юань Шикая в результате придворных интриг отправляют в ссылку в его имение.
- В России был создан союз семи основных медеплавильных заводов — синдикат «Медь».

## Родились
См. также: Категория:Родившиеся в 1907 году

### Январь
- 7 января — Никанор Сабалета, испанский арфист (ум. 1993).
- 11 января — Пьер Мендес-Франс, французский политический деятель, премьер-министр Франции в 1954—1955 годах (ум. 1982).
- 12 января — Королёв, Сергей Павлович (30 декабря 1906 года по старому стилю), конструктор ракетно-космических систем, академик, дважды Герой Социалистического Труда, основоположник практической космонавтики (ум. 1966).
- 23 января
  - Павлов, Василий Сергеевич, советский футболист. Заслуженный мастер спорта СССР, Заслуженный тренер РСФСР (ум. 1977).
  - Хидэки Юкава, японский физик-теоретик, первый японец, получивший Нобелевскую премию (1949) (ум. 1981).
- 24 января — Морис Кув де Мюрвиль, премьер-министр Франции в 1968—1969 годах (ум. 1999).

### Февраль
- 2 февраля — Бернардас Бразджионис, литовский поэт (ум. 2002).
- 4 февраля — Кедрин, Дмитрий Борисович, русский советский поэт (ум. 1945).
- 14 февраля — Миклош Хорти, венгерский землевладелец и политик, младший сын Миклоша Хорти (ум. 1993).
- 21 февраля — Уистен Хью Оден, известный английский поэт (ум. 1973).
- 23 февраля  — Константинос Караманлис, президент Греции в 1980—1985 и 1990—1995 годах, неоднократно премьер-министр Греции (ум. 1998).

### Март
- 4 марта — Векслер, Владимир Иосифович, советский физик-экспериментатор, основоположник ускорительной техники в СССР, создатель синхрофазотрона ОИЯИ.
- 11 марта — Корчебоков, Лев Николаевич, советский футболист, хоккеист, теннисист, футбольный тренер. Заслуженный мастер спорта (ум. 1971).
- 13 марта — Мирча Элиаде, румынский и американский писатель, историк религий и исследователь мифологии (ум. 1986).
- 14 марта — Диковский, Сергей Владимирович, советский писатель и журналист (погиб 1940).
- 26 марта — Вильо Вестеринен, финский аккордеонист (ум. 1961).

### Апрель
- 7 апреля — Ле Зуан, государственный и политический деятель Вьетнама, Генеральный секретарь (первоначально — Первый секретарь) ЦК Коммунистической партии Вьетнама в 1960—1986 годах (ум. 1986).
- 14 апреля — Франсуа Дювалье (известный также как «Папа Док»), бессменный президент и диктатор Гаити с 1957 года до своей смерти (ум. 1971).
- 27 апреля — Амир Шарифуддин, индонезийский политический деятель-социалист, премьер-министр в 1947—1948 годах. Принимал активное участие в Мадиунском восстании, после его подавления убит в 1948.

### Май
- 14 мая
  - Бо Гу, генеральный секретарь Коммунистической партии Китая в 1932—1935 годах (ум. 1946).
  - Мухаммед Айюб Хан, фельдмаршал, президент Пакистана в 1958—1969 годах (ум. 1974).

### Июнь
- 1 июня
  - Курт Кристман, нацистский военный преступник, оберштурмбаннфюрер СС (ум. 1987).
  - Макс Паули, штандартенфюрер СС, комендант концлагерей Штуттгоф и Нойенгамме (ум. в 1946).
- 8 июня — Фролова-Багреева, Лидия Фёдоровна, советская художница (ум. 1997).
- 18 июня — Шаламов, Варлам Тихонович, русский прозаик и поэт XX века. Создатель одного из наиболее известных литературных и публицистических циклов о жизни заключённых советских исправительно-трудовых лагерей. (ум. 1982).

### Июль
- 7 июля — Роберт Хайнлайн, американский писатель-фантаст (ум. 1988).
- 24 июля — Коротков, Павел Михайлович, советский футболист и хоккеист с мячом и шайбой, хоккейный тренер, спортивный функционер. Заслуженный мастер спорта (ум. 1983).
- 30 июля — Руденко, Роман Андреевич, советский юрист, обвинитель от СССР на Нюрнбергском процессе, Генеральный прокурор СССР (ум. 1981).

### Август
- 7 августа — Жаворонков, Николай Михайлович, советский учёный в области неорганической химии и химической технологии (ум. 1990).
- 11 августа — Родзаевский, Константин Владимирович, политический деятель Русского Зарубежья, лидер ВФП (ум. 1946).

### Сентябрь
- 10 сентября — Захаров, Ростислав Владимирович, советский балетмейстер, режиссёр и педагог (ум. 1984).
- 29 сентября
  - Натаревич, Михаил Давидович, советский живописец (ум. 1979).
  - Джин Отри, американский кантри-исполнитель, актёр и бизнесмен (ум. 1998).

### Октябрь
- 29 октября — Антонова, Валентина Ивановна, кандидат искусствоведения, специалист в области древнерусской живописи (ум. 1993).

### Ноябрь
- 15 ноября — Клаус фон Штауффенберг, офицер вермахта, полковник, граф. Один из основных участников заговора 20 июля 1944 года, покушавшийся на Адольфа Гитлера (расстрелян в 1944).
- 27 ноября — Лайон (Лион) Спрэг де Камп, американский писатель-фантаст, один из основоположников жанра фэнтези (ум. 2000).

### Декабрь
- 13 декабря — Теодор Буйницкий, польский поэт и журналист (ум. 1944).
- 15 декабря — Оскар Нимейер, один из виднейших архитекторов современности (ум. 2012).

## Скончались
См. также: Категория:Умершие в 1907 году

### Январь
2 января — Джордж Белл (англ. George Bell), бригадный генерал армии США, в Гражданскую войну воевал на стороне Армии Союза (род. 1828).

### Февраль
- 2 февраля — Дмитрий Иванович Менделеев, выдающийся русский химик, открывший Периодический закон химических элементов и составивший Периодическую систему химических элементов (род. 1834).
- 16 февраля — Кардуччи, Джозуэ, итальянский поэт, лауреат Нобелевской премии по литературе (1906) (род. 1835).
- 17 февраля — Генри Олкотт, американский эзотерик, основатель и первый глава Теософского общества (род. 1832).

### Март
- 19 марта — Владимир Николаевич Ламздорф, российский дипломат, министр иностранных дел России в 1900—1906 годах (род. 1845).

### Сентябрь
- 4 сентября — Эдвард Григ — норвежский композитор (род. 1843).
- 7 сентября — Франсуа Арман Сюлли-Прюдом, французский поэт, первый лауреат Нобелевской премии по литературе (1901; род. 1839).

### Декабрь
- 8 декабря — Йо́нас Билю́нас, литовский писатель (род. 1879).
- 23 декабря — Пьер Жюль Сезар Жансенз, французский астроном (род. 1824).

## Нобелевские премии
- Физика — Альберт Абрахам Майкельсон — «За создание точных оптических инструментов и спектроскопических и метрологических исследований, выполненных с их помощью».
- Химия — Эдуард Бухнер — «За проведённую научно-исследовательскую работу по биологической химии и открытие внеклеточной ферментации».
- Медицина и физиология — Шарль Луи Альфонс Лаверан
- Литература — Джозеф Редьярд Киплинг — «За наблюдательность, яркую фантазию, зрелость идей и выдающийся талант повествователя».
- Премия мира — Эрнесто Теодоро Монета и Луи Рено.